# Aranyhárfa
Az aranyhárfa egy 18. században készült francia, diatonikus egyszeres pedálhárfa, melyet a Magyar Nemzeti Múzeum hangszergyűjteményében őriznek. A hagyomány szerint Mária Antóniának és Benyovszky Móric feleségének volt a hárfája. A köznyelvi elnevezés a hangszer díszítésére utal.

## Szerkezete és díszítése
A hangszert a korszak kiemelkedő hárfaépítő mestere, Pierre-Joseph Cousineau készítette, aki Mária Antónia udvari hangszerkészítője volt. A hárfa 35 húros és a maiakhoz hasonlóan hét pedált tartalmaz. Rokokó stílusú, dúsan faragott és aranyozott. Az oszlopon körkörös, a koronán (fejen) csigavonalú növényi faragvány fut végig. A lábazaton, a hangszekrény szélén, a nyakon, az oszlopon és a koronán lévő aranyozás mintegy keretezi a rezonánslapot. A rezonánslapot kézzel festett képpel díszítették. A mitológiai tárgyú képen Vénusz enyeleg Marssal, a háttérben Vulcanus műhelye látható, a kép előterében pedig a kis Ámor, aki Mars sisakjával játszik.

## Története
A Magyar Nemzeti Múzeum 1852. évi leltárkönyve szerint a hangszer a Szatmár megyei Sárközön lakó báró Vécsey Miklósné (született Markovics Vilma) ajándékaként került a múzeum tulajdonába. Ő egyik ősétől, Sir Thomas Prescott-tól kapta, aki árverésen jutott hozzá Mária Antónia kivégzése (1793) után. Mivel az ajándékozással kapcsolatos okiratok megsemmisültek, amikor a múzeumot a II. világháború idején bombatámadás érte, ezért a magyar történészek az adományozással kapcsolatos adatokat fenntartással kezelik. Az interneten azonban elérhető az Algemeen Handelsblad holland újság, ami az ajándékozás tényét megerősíti.
Egy másik feltevés szerint a hárfa Benyovszky Móric feleségének, Hensch (Hönsch) Zsuzsannának a tulajdona volt. Benyovszky, „Madagaszkár királya” bejáratos volt XVI. Lajos francia király udvarába, ahogy pl. Benjamin Franklinnel is baráti kapcsolata volt. Felesége részt vett Mária Antónia zenei összejövetelein, és így kapta a királynőtől ajándékba a hárfát. A későbbi leszármazók, Roxer Vilmos és Ocskay Gusztáv feljegyzéseiből kiderül, hogy az ajándékba adott hangszeren tanult Mária Antónia hárfázni. A magyar hangszertörténészek egyéb írásos bizonyíték híján ezt a feltevést is fenntartással kezelik.

## A hangszer jelentősége
Az Aranyhárfa jelentőségét nem csak a korábbi tulajdonosok személye adja. A hárfa a legősibb hangszerek egyike. Szinte minden földrészen és kultúrában elterjedt úgy, hogy a szerkezete az évezredek folyamán alig változott. A 18-19. századi hárfakészítők azonban számos technikai újítást vezettek be, ami modern, sikeres és kedvelt hangszerré tette. Előbb kialakult az egyszeres pedálrendszer (Jacob Hochbrucker, 1697 v. 1720), majd a kettős pedál-rendszer (Sébastien Érard, 1810). Előbbi előnye, hogy a hárfás mindkét keze felszabadult a játék számára, hiszen a hangolást játék közben lábbal végezte. Utóbbié, hogy a hangszert kromatikus hangszerré tette azáltal, hogy a pedálnak a korábbinál több (három) állása lett.
Cousineau elévülhetetlen érdemeket szerzett abban, hogy a hárfa a legnépszerűbb hangszerré vált a francia udvarban és a párizsi szalonokban, illetve ennek hatására Európa szerte. Nevéhez fűződik a béquilles-nek nevezett csőr alakú toldalék kifejlesztése, mely a hangolást segítette, és a mai rendszerű kettős áthangoló mechanika alkalmazása, melyet Érard fejlesztett tovább. Cousineaut napjainkban Hochbrucker és Érard mellett a 18. század egyik legnagyobb hárfaépítő-mesterének tartják.
Napjainkban a svájci Beat Wolf készít 18. századi (egyszeres mechanikájú) historikus hárfákat, ő korai pedálhárfák restaurálásával is foglalkozik.
A 2010-ben indult HarpPost blog legelső cikke az Aranyhárfáról szól.

## Külső hivatkozások
- Aranyhárfa HarpPost blog
- Beat Wolf honlapja Archiválva 2011. május 6-i dátummal a Wayback Machine-ben